# 神经酰胺
神经酰胺（英文：Ceramide）是一个蜡质脂质分子家族。神经酰胺分子是由一个鞘氨醇分子和一个脂肪酸分子构成的。神经酰胺在真核细胞的细胞膜中有较高的浓度，因为其是磷脂双分子层的主要成分——鞘磷脂的组成成分。以前的假设是，神经酰胺和其他鞘脂细胞膜内的鞘脂都是纯粹的支持性的结构分子。相对而言，现在认为神经酰胺可以参加各种各样的细胞信号通路。相关的例子包括调节细胞的分化 、增殖和细胞程序性死亡（PCD）。
神经酰胺的英文「ceramide」来自拉丁语中的 cera （蜡）和 amide （酰胺）。神经酰胺是覆盖在新生人类婴儿皮肤上的蜡状或乳酪状的白色物质——胎脂的组成成分之一。

神经酰胺。R代表脂肪酸的烷基。

## 神经酰胺的合成通路
神经酰胺的合成有三个主要的通路。鞘磷脂酶途径使用酶分解细胞膜中的鞘磷脂并释放的神经酰胺。从头合成途径从简单的分子合成神经酰胺。神经酰胺的合成也可能通过分解复杂的鞘质，最后降解为鞘氨醇，然后重复利用，通过再酰化形成神经酰胺。最后这种途径被称为补救途径。

### 鞘磷脂水解途径
鞘磷脂的水解由鞘磷脂酶催化。鉴于鞘磷脂是细胞膜中最常见的四种磷脂之一，这种产生神经酰胺的途径提示，细胞膜是导致细胞程序性死亡的胞外信号的靶标。已有研究表明，当电离辐射引起某些细胞凋亡时，辐射会激活细胞膜上的神经鞘磷脂酶，最终导致神经酰胺的产生。

### 从头合成途径
神经酰胺的从头合成开始于棕榈酸和丝氨酸的缩合，形成3-酮基-二氢鞘氨醇。该反应由丝氨酸棕榈酰转移酶催化，是该途径的限速步骤。3- 酮基-二氢鞘氨醇继续被还原为二氢鞘氨醇，接着由（二氢）鞘氨醇合成酶经酰化反应生成二氢神经酰胺。生成神经酰胺的最后一步由二氢神经酰胺脱氢酶催化。  神经酰胺的从头合成发生在内质网中，随后通过囊泡或神经酰胺转运蛋白 CERT 被运送到高基氏体。神经酰胺一旦进入高基氏体，就能进一步转化为其他鞘脂，如鞘磷脂和复合鞘糖脂。

### 补救途径
鞘氨醇和糖鞘脂和组成型降解发生在酸性亚细胞间室、晚期内体和溶酶体中发生，最终目的是产生鞘氨醇。对鞘糖脂而言，外水解酶在酸性最佳pH条件下促使寡糖链末端逐步释放单糖单元，只留下分子中的鞘氨醇部分，这在之后会有助于生成神经酰胺。 神经酰胺可被酸性神经酰胺酶进一步水解生成鞘氨醇和游离脂肪酸，与神经酰胺不同的是，后两者都能离开溶酶体。溶酶体释放的长链鞘氨醇基可能重新进入神经酰胺或1-磷酸-鞘氨醇的合成途径。补救途径将长链鞘氨醇进行再利用，在神经酰胺合酶的催化下重新形成神经酰胺。因此，神经酰胺合成酶家族成员可能会捕获溶酶体释放的，位于内质网表面或位于内质网相关膜的游离鞘氨醇。值得注意的是，据估计，补救途径贡献了50% 至90% 的神经鞘脂生物合成。

## 生理作用
作为有生物活性的脂质、神经酰胺牵涉到各种各样的生理功能，包括凋亡、细胞生长停滞、分化、细胞衰老、细胞迁移和粘着。神经酰胺的作用及其下游的代谢物也已在一些病理状态中被提及，包括癌症 ，神经退行性疾病  、糖尿病、微生物病变、肥胖症和炎症 。
当由于toll样受体（TLR4）的饱和脂肪活化而合成时，神经酰胺能诱导骨骼肌的胰岛素抵抗 。 不饱和脂肪 则不具有这种效果。神经酰胺在许多组织中都能通过抑制Akt / PKB信号通路来诱导胰岛素抵抗。 神经酰胺聚集LDL胆固醇导致动脉壁中的LDL滞留，从而导致动脉粥样硬化，動脈硬化後進而導致中風及心血管相關疾病。 神经酰胺通过激活蛋白磷酸酶2（PP2A）引起内皮功能障碍。 在线粒体中，神经酰胺能抑制电子传递链以及诱发活性氧物质的产生。

### 细胞凋亡
神经酰胺研究最多的作用之一，是其作为一种凋亡分子的功能。细胞凋亡，或Ⅰ型 细胞程序性死亡，对于维持正常细胞稳态至关重要，是应对许多形式细胞应激的重要生理反应。在用许多凋亡剂处理后的细胞中都已发现了神经酰胺的积累，包括电离辐射， 紫外线 ， 肿瘤坏死因子-α, 和化疗试剂的。这提示了神经酰胺在所有这些药剂的生物反应中的作用。由于其在癌细胞中的凋亡诱导作用，神经酰胺被称为“肿瘤抑制脂质”。一些研究试图进一步确定神经酰胺在细胞死亡事件中的具体作用，一些证据表明，神经酰胺在线粒体上游起作用，诱导细胞凋亡。 然而，由于关于神经酰胺在细胞凋亡中的作用的研究的矛盾和可变性，该脂质调节细胞凋亡的机制仍然是难以捉摸的。

### 皮肤
神经酰胺是人体皮肤表皮层中細胞外間質中的酯質的主要成分。 神经酰胺与胆固醇和饱和脂肪酸一起，产生一个不透水的保护性结构，以防止过多的水分蒸发，同时也阻止微生物的进入。在增生紊乱型银屑病中，透水性屏障是受损的。
細胞外間質中的酯質是由50% 的神经酰胺、25% 的胆固醇和15% 的游离脂肪酸组成。 角质层细胞外脂质片层的关键成分是超长链(C28-C36)神经酰胺。 随着年龄的增长，神经酰胺和胆固醇在人体角质层中的含量会下降。 临床试验显示，使用富含神经酰胺的小麦提取物而不是安慰剂能增加皮肤的水合。

### 激素
神经酰胺合成通过增加 SOCS3的表达，同时导致瘦素抵抗和胰岛素抵抗的。 神经酰胺水平升高导致胰岛素信号转导途径的抑制和c-Jun氨基末端激酶(JNK)的丝氨酸磷酸化，从而导致胰岛素抵抗。

## 已知能诱导神经酰胺生成的物质
- 花生四烯酸乙醇胺
- 神经酰胺酶抑制剂
- 化疗剂
- Fas配体
- 内毒素
- 同型半胱氨酸[23]
- 热
- γ-干扰素
- 电离辐射[1][24]
- 基质金属蛋白酶[23]
- 活性氧[23]
- 四氢大麻酚和其他类型的大麻素[25]
- TNF-α[23]
- 1,25-二羟基维生素D

## 神经酰胺信号产生的机制
目前，神经酰胺作为一种信号分子的作用方式还不清楚。
一个假设是，在质膜中产生的神经酰胺增强了膜的刚性，并稳定了较小的脂质平台，即脂筏，使它们成为信号分子的平台。 此外，由于膜的一个小叶上的筏可以引起双层的另一个小叶的局部变化，其可以潜在地充当胞外信号到在胞内信号之间的连接。
神经酰胺也已被证实能够形成穿过线粒体外膜的有组织的大通道。这导致蛋白质从膜间隙流出。

## 用途
神经酰胺可以作为一些局部皮肤药物的成分，用于补充治疗皮肤疾病，如湿疹。  它们也被用于化妆品，如一些肥皂，洗发水，护肤霜和防晒霜。 此外，正在探索神经酰胺作为潜在的癌症治疗手段的可能。

## 细菌中的神经酰胺
神经酰胺在细菌中很少被发现。 然而，鞘氨醇单胞菌属含有神经酰胺。